# Srby (district de Domažlice)
Pour les articles homonymes, voir Srby.
Srby (en allemand : Sirb) est une commune du district de Domažlice, dans la région de Plzeň, en République tchèque. Sa population s'élevait à 446 habitants en 2017.

## Géographie
Srby se trouve à 6 km à l'ouest de Horšovský Týn, à 12 km au nord-nord-ouest de Domažlice, à 43 km au sud-ouest de Plzeň et à 128 km à l'ouest-sud-ouest de Prague.
La commune est limitée par Horšovský Týn au nord et à l'est, par Meclov au sud, et par Poběžovice au sud et à l'ouest et par Hostouň au nord-ouest.

## Histoire
La première mention écrite de la localité date de 1312.

## Administration
La commune se compose de cinq quartiers :
- Medná
- Polžice
- Roudná
- Srby
- Vítání